# Parc national Sumaco Napo-Galeras
Le parc national Sumaco Napo-Galeras (en espagnol : Parque Nacional Sumaco Napo-Galeras) est un parc national de l'Équateur, situé dans les provinces de Napo, Sucumbios et Orellana. Il a été créé le 2 mars 1994.
Il est constitué de deux chaînes montagneuses andines : le massif du volcan Sumaco et la cordillère de Galeras.
Il possède une biodiversité très riche.
Le parc fait également partie de la réserve de biosphère de Sumaco, reconnue par l'Unesco le 10 novembre 2000.
Les principales menaces de ce parc sont l'exploitation minière, le bois et l'exploitation pétrolière. De plus, la culture des oranges et l'élevage du bétail constituent également une pression en aval du parc.